# Civitella Roveto
Civitella Roveto is een gemeente in de Italiaanse provincie L'Aquila (regio Abruzzen) en telt 3387 inwoners (31-12-2004). De oppervlakte bedraagt 45,4 km², de bevolkingsdichtheid is 73,2 inwoners per km².
De volgende frazioni maken deel uit van de gemeente: Meta.

## Demografie
Civitella Roveto telt ongeveer 1240 huishoudens. Het aantal inwoners steeg in de periode 1991-2001 met 2,1% volgens cijfers uit de tienjaarlijkse volkstellingen van ISTAT.
| Jaar | Inwoneraantal |
| ---- | ------------- |
| 1991 | 3260          |
| 2001 | 3330          |

## Geografie
De gemeente ligt op ongeveer 528 m boven zeeniveau.
Civitella Roveto grenst aan de volgende gemeenten: Canistro, Civita d'Antino, Filettino (FR), Luco dei Marsi, Morino.